# Ар-Раби ибн Сулейман аль-Муради
ар-Раби ибн Сулейман аль-Муради (790 или 791, Египет — 884, Египет) — исламский богослов, правовед, хадисовед, ученик основателя шафиитского мазхаба Мухаммада аш-Шафии.

## Биография
Его полное имя: Абу Мухаммад ар-Раби‘ ибн Сулейман ибн ‘Абду-ль-Джаббар ибн Камиль аль-Мисри аль-Муради. Родился в 790 или 791 году. Хотя он был родом из Египта, он стал известен по нисбе аль-Муради, потому что был связан с йеменским племенем муради. У имама аш-Шафии было два ученика по имени ар-Раби ибн Сулейман, второй носил нисбу аль-Джизи.
Изучал фикх и хадисоведение у таких учёных как Ибн Вахб, Шуайб ибн Лейс, Абдуррахман ибн Зияд, Бишр ибн Бакр ат-Тинниси, Айюб ибн Сувейд ар-Рамли, Яхья ибн Хасан, Асад ибн Муса, и Саид ибн Абу Марьям. После того, как имам аш-Шафии прибыл в Египет в 814/815 году, ар-Раби встретился и учился у него. Подобно Мухаммаду аш-Шайбани, который выполнил важную задачу по сбору и распространнению знаний своего учителя Абу Ханифы, ар-Раби ибн Сулейман выполнил аналогичную роль для шафиитского мазхаба.
В молодости ар-Раби уделял внимание в основном хадисоведению, но после встречи с имамом аш-Шафии он стал проявлять интерес к фикху. За короткое время он стал одним из выдающихся учеников аш-Шафии и передатчиком его книг. Ибн Абду-ль-Барр заявил, что число людей, купивших книги имама аш-Шафии у ар-Раби ибн Сулейман, было около 200 человек. Исследователи хадисов, которые встретили его, описали его надёжным передатчиком (рави) как с точки зрения памяти, так и с точки зрения нравственности.
Ар-Раби был муэдзином в мечети Амра ибн аль-Аса и стал известен как «Муэдзин» (ар. муаззин). Поскольку самым сильным передатчиком книг имама аш-Шафии в рамках «новой школы» (мазхаб аль-джадид) был ар-Раби аль-Муради, из различных уголков исламского мира к нему стекались те, кто хотел получить научные знания имама аш-Шафии. Среди них были: Абу Давуд ас-Сиджистани, Ибн Маджа, Абу Зура ар-Рази (он скопировал у ар-Раби работы аш-Шафии и привёз их Рей), Абу Хатим ар-Рази и его сын Ибн Абу Хатим ар-Рази, ан-Насаи, Яхья ас-Саджи, Ибн Абу Давуд, Абу Нуайм, Абу Джафар ат-Тахави, Абу Авана аль-Исфараини, Ибн Джауса, Абу-ль-Аббас аль-Асам. Ибн Хузейма входит в число тех, кто передал от него хадисы. Раби утверждал: «после Ибн Вахба я записал хадисы от каждого хадисоведа, рассказывавшего хадисы в Египте». Заупокойную молитву по ар-Раби, скончавшегося 19 шавваля 270 года хиджры (20 апреля 884 г.), совершил Тулунид Хумаравейх.
Ибн ан-Надим сообщил, что ар-Раби аль-Муради передал «Китаб аль-Усуль» («аль-Мабсут»), в которую входят все работы аш-Шафии, включая «ар-Рисаля», которая включена в печатное издание «аль-Умм». Ар-Раби способствовал передаче следующим поколениям изречений имама аш-Шафии, которые он произнёс во время своего египетского периода жизни, известных как «нусус аш-Шафии». Эти тексты сыграли важную роль в шафиитском фикхе. Источником многих рассказов о жизни аш-Шафии также является ар-Раби ибн Сулейман аль-Муради. Благодаря этим повествованиям, которые особенно часто встречаются в литературе «манакиб аш-Шафии», стало известно многое о жизни и личности его учителя. Подобных рассказов, переданных имамами аль-Музани и аль-Бувайти, не так много, как у ар-Раби.